# Miletus werneri
Miletus werneri är en fjärilsart som beskrevs av Hans Fruhstorfer 1908. Miletus werneri ingår i släktet Miletus och familjen juvelvingar. Inga underarter finns listade i Catalogue of Life.